# Sergej Barbarez
Sergej Barbarez (in serbo Сергеј Барбарез?; Mostar, 17 settembre 1971) è un allenatore di calcio ed ex calciatore bosniaco, di ruolo centrocampista o attaccante, commissario tecnico della nazionale bosniaca.
Con 330 presenze è il calciatore straniero con il maggior numero di presenze in Bundesliga.

## Biografia
Sergej Barbarez ha origini in tutte le 3 etnie della Bosnia ed Erzegovina, ovvero Bosniaci, Serbi e Croati. Nel 2005 gli è stata dedicata una strada a Mostar, sua città natale.

## Carriera

### Club
Giocò fino al 1991 nella squadra professionistica bosniaca, al tempo ancora jugoslava, del Velež Mostar.
A partire dal 1992 la sua carriera si sviluppò in Germania; mentre si trovava per le vacanze natalizie tra il 1991 ed i 1992 presso suo zio Mujo nello Stato tedesco, scoppiò la Guerra in Jugoslavia; per evitare che il nipote Sergej tornasse in patria, lo zio riuscì a fissargli un provino presso l'Hannover 96, club di Zweite Liga che gli propose un contratto e con il quale, alla fine della stessa stagione, vinse la Coppa di Germania.
Nel 1993 seguì l'allenatore Frank Pagelsdorf all'Union Berlino, squadra con la quale, nella prima stagione di militanza, vinse il campionato di Oberliga Nordost-Mitte, terza divisione nazionale; non avendo ottenuto l'adeguata licenza, l'Union non poté però salire in Zweite Liga. Barbarez rimase altre due stagioni a Berlino, disputando due tornei di Regionalliga Nordost, nel frattempo diventata la nuova terza divisione.
Nel 1996 ebbe l'occasione di giocare il suo primo campionato di Bundesliga, ingaggiato dall'Hansa Rostock, il cui allenatore era Frank Pagelsdorf. Nella prima gara ufficiale, il 10 agosto 1996 in Coppa di Germania, mise a segno la rete del 4-1 contro il FC Schweinfurt; la gara finì 5-2. Debuttò in campionato da titolare, alla prima giornata contro il Karlsruhe e segnò la prima rete in massima serie sempre contro il Karlsruhe nella gara di ritorno, alla diciottesima giornata. Chiuse la prima stagione, da centrocampista, con 2 reti all'attivo in Bundesliga. Spostato in linea offensiva nella stagione 1997-1998, divenne decisamente più prolifico, chiudendo il campionato con 11 segnature. Venne ricercato da alcuni club di punta e nell'estate 1998 si accordò con il Borussia Dortmund. La sua esperienza nel club giallo-nero, durata due stagioni, non fu fortunata; l'allenatore Michael Skibbe, soprattutto nella seconda annata, non lo schierò quasi mai; riprese a giocare con più regolarità sotto la guida dell'allenatore Udo Lattek e segnò gli unici gol di quell'anno solo all'ultima giornata.
Nell'estate 2000 venne ingaggiato dall'Amburgo. Nella città anseatica trascorse il suo più lungo periodo in Germania, restando per sei anni, durante i quali si tolse alcune soddisfazioni: nel 2001 vinse la classifica marcatori, con 22 reti, ex aequo con il danese dello Schalke 04 Ebbe Sand, contribuendo a salvare il club dalla retrocessione; nel 2003 conquistò la Coppa di Lega tedesca. Nel 2006, anche grazie al suo apporto, l'Amburgo si classifica terzo.
Alla fine della stagione 2005-2006, in scadenza di contratto, Barbarez trattò il prolungamento dello stesso con la società. L'allenatore Thomas Doll e buona parte dei giocatori espressero parere favorevole alla permanenza del calciatore bosniaco; ma a detta dello stesso Barbarez, "la società non voleva trattenermi".
Nell'estate del 2006 si accordò così per due anni con il Bayer Leverkusen; nella sua seconda esperienza nella Renania Settentrionale-Vestfalia ebbe più fortuna, rispetto al biennio di Dortmund: di nuovo sotto la guida di Michael Skibbe disputò 61 incontri di campionato, realizzando 11 reti e servendo 12 assist. Al termine della stagione 2007-08, dopo aver brevemente ricercato una nuova sistemazione, decise di ritirarsi dalle competizioni.
Il 25 gennaio 2009 ritornò all'Amburgo, dove gli fu assegnato il ruolo di membro del consiglio direttivo.

### Nazionale
Barbarez è uno dei calciatori con il maggior numero di presenze nella Nazionale di calcio della Bosnia ed Erzegovina; tra il 1998 ed il 2006 collezionò 47 presenze, segnando 17 reti. Con questo rientra tra i migliori marcatori nella storia della Nazionale bosniaca.

## Statistiche

### Cronologia presenze e reti in nazionale
| Cronologia completa delle presenze e delle reti in nazionale ― Bosnia ed Erzegovina | Cronologia completa delle presenze e delle reti in nazionale ― Bosnia ed Erzegovina | Cronologia completa delle presenze e delle reti in nazionale ― Bosnia ed Erzegovina | Cronologia completa delle presenze e delle reti in nazionale ― Bosnia ed Erzegovina | Cronologia completa delle presenze e delle reti in nazionale ― Bosnia ed Erzegovina | Cronologia completa delle presenze e delle reti in nazionale ― Bosnia ed Erzegovina | Cronologia completa delle presenze e delle reti in nazionale ― Bosnia ed Erzegovina | Cronologia completa delle presenze e delle reti in nazionale ― Bosnia ed Erzegovina |
| Data                                                                                | Città                                                                               | In casa                                                                             | Risultato                                                                           | Ospiti                                                                              | Competizione                                                                        | Reti                                                                                | Note                                                                                |
| ----------------------------------------------------------------------------------- | ----------------------------------------------------------------------------------- | ----------------------------------------------------------------------------------- | ----------------------------------------------------------------------------------- | ----------------------------------------------------------------------------------- | ----------------------------------------------------------------------------------- | ----------------------------------------------------------------------------------- | ----------------------------------------------------------------------------------- |
| 14-5-1998                                                                           | La Plata                                                                            | Argentina                                                                           | 5 – 0                                                                               | Bosnia ed Erzegovina                                                                | Amichevole                                                                          | -                                                                                   | 85’                                                                                 |
| 19-8-1998                                                                           | Sarajevo                                                                            | Bosnia ed Erzegovina                                                                | 1 – 0                                                                               | Fær Øer                                                                             | Qual. Euro 2000                                                                     | -                                                                                   | 74’                                                                                 |
| 5-9-1998                                                                            | Sarajevo                                                                            | Bosnia ed Erzegovina                                                                | 1 – 1                                                                               | Estonia                                                                             | Qual. Euro 2000                                                                     | 1                                                                                   |                                                                                     |
| 10-10-1998                                                                          | Sarajevo                                                                            | Bosnia ed Erzegovina                                                                | 1 – 3                                                                               | Rep. Ceca                                                                           | Qual. Euro 2000                                                                     | -                                                                                   | 13’                                                                                 |
| 14-10-1998                                                                          | Vilnius                                                                             | Lituania                                                                            | 4 – 2                                                                               | Bosnia ed Erzegovina                                                                | Qual. Euro 2000                                                                     | -                                                                                   | 82’                                                                                 |
| 4-9-1999                                                                            | Sarajevo                                                                            | Bosnia ed Erzegovina                                                                | 1 – 2                                                                               | Scozia                                                                              | Qual. Euro 2000                                                                     | -                                                                                   |                                                                                     |
| 8-9-1999                                                                            | Tepice                                                                              | Rep. Ceca                                                                           | 3 – 0                                                                               | Bosnia ed Erzegovina                                                                | Qual. Euro 2000                                                                     | -                                                                                   | 61’                                                                                 |
| 5-10-1999                                                                           | Glasgow                                                                             | Scozia                                                                              | 1 – 0                                                                               | Bosnia ed Erzegovina                                                                | Qual. Euro 2000                                                                     | -                                                                                   | 25’                                                                                 |
| 24-1-2000                                                                           | Doha                                                                                | Qatar                                                                               | 2 – 0                                                                               | Bosnia ed Erzegovina                                                                | Amichevole                                                                          | -                                                                                   |                                                                                     |
| 29-3-2000                                                                           | Zenica                                                                              | Bosnia ed Erzegovina                                                                | 1 – 0                                                                               | Macedonia                                                                           | Amichevole                                                                          | -                                                                                   |                                                                                     |
| 2-9-2000                                                                            | Sarajevo                                                                            | Bosnia ed Erzegovina                                                                | 1 – 2                                                                               | Spagna                                                                              | Qual. Mondiali 2002                                                                 | -                                                                                   |                                                                                     |
| 11-10-2000                                                                          | Tel Aviv                                                                            | Israele                                                                             | 3 – 1                                                                               | Bosnia ed Erzegovina                                                                | Qual. Mondiali 2002                                                                 | -                                                                                   |                                                                                     |
| 28-2-2001                                                                           | Zenica                                                                              | Bosnia ed Erzegovina                                                                | 1 – 1                                                                               | Ungheria                                                                            | Amichevole                                                                          | 1                                                                                   | 83’                                                                                 |
| 24-3-2001                                                                           | Sarajevo                                                                            | Bosnia ed Erzegovina                                                                | 1 – 1                                                                               | Austria                                                                             | Qual. Mondiali 2002                                                                 | 1                                                                                   |                                                                                     |
| 28-3-2001                                                                           | Vaduz                                                                               | Liechtenstein                                                                       | 0 – 3                                                                               | Bosnia ed Erzegovina                                                                | Qual. Mondiali 2002                                                                 | 2                                                                                   | 20’                                                                                 |
| 2-6-2001                                                                            | Oviedo                                                                              | Spagna                                                                              | 4 – 1                                                                               | Bosnia ed Erzegovina                                                                | Qual. Mondiali 2002                                                                 | -                                                                                   |                                                                                     |
| 5-9-2001                                                                            | Vienna                                                                              | Austria                                                                             | 2 – 0                                                                               | Bosnia ed Erzegovina                                                                | Qual. Mondiali 2002                                                                 | -                                                                                   | 66’ 71’                                                                             |
| 27-3-2002                                                                           | Zenica                                                                              | Bosnia ed Erzegovina                                                                | 4 – 4                                                                               | Macedonia                                                                           | Amichevole                                                                          | 2                                                                                   | 67’                                                                                 |
| 17-4-2002                                                                           | Zagabria                                                                            | Croazia                                                                             | 2 – 0                                                                               | Bosnia ed Erzegovina                                                                | Amichevole                                                                          | -                                                                                   | 76’                                                                                 |
| 12-2-2003                                                                           | Cardiff                                                                             | Galles                                                                              | 2 – 2                                                                               | Bosnia ed Erzegovina                                                                | Amichevole                                                                          | 1                                                                                   | 81’                                                                                 |
| 29-3-2003                                                                           | Zenica                                                                              | Bosnia ed Erzegovina                                                                | 2 – 0                                                                               | Lussemburgo                                                                         | Qual. Euro 2004                                                                     | 1                                                                                   |                                                                                     |
| 2-4-2003                                                                            | Copenaghen                                                                          | Danimarca                                                                           | 0 – 2                                                                               | Bosnia ed Erzegovina                                                                | Qual. Euro 2004                                                                     | 1                                                                                   |                                                                                     |
| 7-6-2003                                                                            | Craiova                                                                             | Romania                                                                             | 2 – 0                                                                               | Bosnia ed Erzegovina                                                                | Qual. Euro 2004                                                                     | -                                                                                   |                                                                                     |
| 6-9-2003                                                                            | Zenica                                                                              | Bosnia ed Erzegovina                                                                | 1 – 0                                                                               | Norvegia                                                                            | Qual. Euro 2004                                                                     | -                                                                                   | 38’ 89’                                                                             |
| 10-9-2003                                                                           | Lussemburgo                                                                         | Lussemburgo                                                                         | 0 – 1                                                                               | Bosnia ed Erzegovina                                                                | Qual. Euro 2004                                                                     | 1                                                                                   | cap.                                                                                |
| 11-10-2003                                                                          | Sarajevo                                                                            | Bosnia ed Erzegovina                                                                | 1 – 1                                                                               | Danimarca                                                                           | Qual. Euro 2004                                                                     | -                                                                                   |                                                                                     |
| 18-2-2004                                                                           | Skopje                                                                              | Macedonia                                                                           | 1 – 0                                                                               | Bosnia ed Erzegovina                                                                | Amichevole                                                                          | -                                                                                   | 73’                                                                                 |
| 28-4-2004                                                                           | Zenica                                                                              | Bosnia ed Erzegovina                                                                | 1 – 0                                                                               | Finlandia                                                                           | Amichevole                                                                          | -                                                                                   | 63’                                                                                 |
| 18-8-2004                                                                           | Rennes                                                                              | Francia                                                                             | 1 – 1                                                                               | Bosnia ed Erzegovina                                                                | Amichevole                                                                          | -                                                                                   | cap. 46’                                                                            |
| 8-9-2004                                                                            | Zenica                                                                              | Bosnia ed Erzegovina                                                                | 1 – 1                                                                               | Spagna                                                                              | Qual. Mondiali 2006                                                                 | -                                                                                   | cap.                                                                                |
| 9-10-2004                                                                           | Sarajevo                                                                            | Bosnia ed Erzegovina                                                                | 0 – 0                                                                               | Serbia e Montenegro                                                                 | Qual. Mondiali 2006                                                                 | -                                                                                   | cap.                                                                                |
| 26-3-2005                                                                           | Bruxelles                                                                           | Belgio                                                                              | 4 – 1                                                                               | Bosnia ed Erzegovina                                                                | Qual. Mondiali 2006                                                                 | -                                                                                   | cap.                                                                                |
| 30-3-2005                                                                           | Sarajevo                                                                            | Bosnia ed Erzegovina                                                                | 1 – 1                                                                               | Lituania                                                                            | Qual. Mondiali 2006                                                                 | -                                                                                   | cap.                                                                                |
| 4-6-2005                                                                            | Serravalle                                                                          | San Marino                                                                          | 1 – 3                                                                               | Bosnia ed Erzegovina                                                                | Qual. Mondiali 2006                                                                 | 1                                                                                   | cap. 70’                                                                            |
| 8-6-2005                                                                            | Valencia                                                                            | Spagna                                                                              | 1 – 1                                                                               | Bosnia ed Erzegovina                                                                | Qual. Mondiali 2006                                                                 | -                                                                                   | cap.                                                                                |
| 17-8-2005                                                                           | Tallinn                                                                             | Estonia                                                                             | 1 – 0                                                                               | Bosnia ed Erzegovina                                                                | Amichevole                                                                          | -                                                                                   | cap.                                                                                |
| 3-9-2005                                                                            | Zenica                                                                              | Bosnia ed Erzegovina                                                                | 1 – 0                                                                               | Belgio                                                                              | Qual. Mondiali 2006                                                                 | 1                                                                                   | cap.                                                                                |
| 7-9-2005                                                                            | Vilnius                                                                             | Lituania                                                                            | 0 – 1                                                                               | Bosnia ed Erzegovina                                                                | Qual. Mondiali 2006                                                                 | 1                                                                                   | cap.                                                                                |
| 8-10-2005                                                                           | Zenica                                                                              | Bosnia ed Erzegovina                                                                | 3 – 0                                                                               | San Marino                                                                          | Qual. Mondiali 2006                                                                 | -                                                                                   | cap. 77’                                                                            |
| 12-10-2005                                                                          | Belgrado                                                                            | Serbia e Montenegro                                                                 | 1 – 0                                                                               | Bosnia ed Erzegovina                                                                | Qual. Mondiali 2006                                                                 | -                                                                                   | cap.                                                                                |
| 28-2-2006                                                                           | Dortmund                                                                            | Giappone                                                                            | 2 – 2                                                                               | Bosnia ed Erzegovina                                                                | Amichevole                                                                          | -                                                                                   | cap. 77’                                                                            |
| 26-5-2006                                                                           | Seul                                                                                | Corea del Sud                                                                       | 2 – 0                                                                               | Bosnia ed Erzegovina                                                                | Amichevole                                                                          | -                                                                                   | cap. 26’ 87’                                                                        |
| 31-5-2006                                                                           | Teheran                                                                             | Iran                                                                                | 5 – 2                                                                               | Bosnia ed Erzegovina                                                                | Amichevole                                                                          | 1                                                                                   | cap. 46’                                                                            |
| 16-8-2006                                                                           | Sarajevo                                                                            | Bosnia ed Erzegovina                                                                | 1 – 2                                                                               | Francia                                                                             | Amichevole                                                                          | 1                                                                                   | cap. 59’                                                                            |
| 2-9-2006                                                                            | Ta' Qali                                                                            | Malta                                                                               | 2 – 5                                                                               | Bosnia ed Erzegovina                                                                | Qual. Euro 2008                                                                     | 1                                                                                   | cap. 66’                                                                            |
| 6-9-2006                                                                            | Zenica                                                                              | Bosnia ed Erzegovina                                                                | 1 – 3                                                                               | Ungheria                                                                            | Qual. Euro 2008                                                                     | -                                                                                   | cap.                                                                                |
| 7-10-2006                                                                           | Chișinău                                                                            | Moldavia                                                                            | 2 – 2                                                                               | Bosnia ed Erzegovina                                                                | Qual. Euro 2008                                                                     | -                                                                                   | cap. 25’                                                                            |
| Totale                                                                              |                                                                                     | Presenze                                                                            | 47                                                                                  |                                                                                     | Reti (5º posto)                                                                     | 17                                                                                  |                                                                                     |

### Statistiche da allenatore

#### Nazionale bosniaca
| Squadra              | Naz                             | dal            | al        | Record | Record | Record | Record | Record | Record | Record | Record     |
| Squadra              | Naz                             | dal            | al        | G      | V      | N      | P      | GF     | GS     | DR     | % Vittorie |
| -------------------- | ------------------------------- | -------------- | --------- | ------ | ------ | ------ | ------ | ------ | ------ | ------ | ---------- |
| Bosnia ed Erzegovina | Bosnia ed Erzegovina (bandiera) | 19 aprile 2024 | in carica | 10     | 2      | 2      | 6      | 7      | 22     | −15    | 20,00      |

#### Nazionale bosniaca nel dettaglio
| 2024                        | Bosnia ed Erzegovina        | UEFA Nations League 2024-2025 | 4° nel Gruppo 3 della Lega A, retrocesso alla Lega B | 6  | 0 | 2 | 4 | &0,00   | 4 | 17 | -13 |
| 2025                        | Bosnia ed Erzegovina        | Qual. Mondiale 2026           |                                                      | 2  | 2 | 0 | 0 | 100,00& | 3 | 1  | +2  |
| Dal 2024                    | Bosnia ed Erzegovina        | Amichevoli                    |                                                      | 2  | 0 | 0 | 2 | &0,00   | 0 | 4  | -4  |
| Totale Bosnia ed Erzegovina | Totale Bosnia ed Erzegovina | Totale Bosnia ed Erzegovina   | Totale Bosnia ed Erzegovina                          | 10 | 2 | 2 | 6 | 20,00   | 7 | 22 | -15 |

#### Panchine da commissario tecnico della nazionale bosniaca
| Cronologia completa delle presenze e delle reti in nazionale ― Bosnia ed Erzegovina | Cronologia completa delle presenze e delle reti in nazionale ― Bosnia ed Erzegovina | Cronologia completa delle presenze e delle reti in nazionale ― Bosnia ed Erzegovina | Cronologia completa delle presenze e delle reti in nazionale ― Bosnia ed Erzegovina | Cronologia completa delle presenze e delle reti in nazionale ― Bosnia ed Erzegovina | Cronologia completa delle presenze e delle reti in nazionale ― Bosnia ed Erzegovina | Cronologia completa delle presenze e delle reti in nazionale ― Bosnia ed Erzegovina | Cronologia completa delle presenze e delle reti in nazionale ― Bosnia ed Erzegovina |
| Data                                                                                | Città                                                                               | In casa                                                                             | Risultato                                                                           | Ospiti                                                                              | Competizione                                                                        | Reti                                                                                | Note                                                                                |
| ----------------------------------------------------------------------------------- | ----------------------------------------------------------------------------------- | ----------------------------------------------------------------------------------- | ----------------------------------------------------------------------------------- | ----------------------------------------------------------------------------------- | ----------------------------------------------------------------------------------- | ----------------------------------------------------------------------------------- | ----------------------------------------------------------------------------------- |
| 3-6-2024                                                                            | Newcastle upon Tyne                                                                 | Inghilterra                                                                         | 3 – 0                                                                               | Bosnia ed Erzegovina                                                                | Amichevole                                                                          | -                                                                                   | Cap: E. Demirović                                                                   |
| 9-6-2024                                                                            | Empoli                                                                              | Italia                                                                              | 1 – 0                                                                               | Bosnia ed Erzegovina                                                                | Amichevole                                                                          | -                                                                                   | Cap: E. Demirović                                                                   |
| 7-9-2024                                                                            | Eindhoven                                                                           | Paesi Bassi                                                                         | 5 – 2                                                                               | Bosnia ed Erzegovina                                                                | UEFA Nations League 2024-2025 - 1º turno                                            | Ermedin Demirović Edin Džeko                                                        | Cap: E. Džeko                                                                       |
| 10-9-2024                                                                           | Budapest                                                                            | Ungheria                                                                            | 0 – 0                                                                               | Bosnia ed Erzegovina                                                                | UEFA Nations League 2024-2025 - 1º turno                                            | -                                                                                   | Cap: E. Džeko                                                                       |
| 11-10-2024                                                                          | Zenica                                                                              | Bosnia ed Erzegovina                                                                | 1 – 2                                                                               | Germania                                                                            | UEFA Nations League 2024-2025 - 1º turno                                            | Edin Džeko                                                                          | Cap: E. Džeko                                                                       |
| 14-10-2024                                                                          | Zenica                                                                              | Bosnia ed Erzegovina                                                                | 0 – 2                                                                               | Ungheria                                                                            | UEFA Nations League 2024-2025 - 1º turno                                            | -                                                                                   | Cap: E. Džeko                                                                       |
| 16-11-2024                                                                          | Friburgo in Brisgovia                                                               | Germania                                                                            | 7 – 0                                                                               | Bosnia ed Erzegovina                                                                | UEFA Nations League 2024-2025 - 1º turno                                            | -                                                                                   | Cap: E. Bičakčić                                                                    |
| 19-11-2024                                                                          | Zenica                                                                              | Bosnia ed Erzegovina                                                                | 1 – 1                                                                               | Paesi Bassi                                                                         | UEFA Nations League 2024-2025 - 1º turno                                            | Ermedin Demirović                                                                   | Cap: E. Džeko                                                                       |
| 21-3-2025                                                                           | Bucarest                                                                            | Romania                                                                             | 0 – 1                                                                               | Bosnia ed Erzegovina                                                                | Qual. Mondiali 2026                                                                 | Armin Gigović                                                                       | Cap: E. Džeko                                                                       |
| 24-3-2025                                                                           | Zenica                                                                              | Bosnia ed Erzegovina                                                                | 2 – 1                                                                               | Cipro                                                                               | Qual. Mondiali 2026                                                                 | Ermedin Demirović Haris Hajradinović                                                | Cap: S. Kolašinac                                                                   |
| Totale                                                                              |                                                                                     | Presenze                                                                            | 10                                                                                  |                                                                                     | Reti                                                                                | 7                                                                                   |                                                                                     |

## Palmarès

### Club
- Coppa di Germania: 1

Hannover 96: 1991-1992
- Coppa di Lega tedesca: 1

Amburgo: 2003

### Individuale
- Capocannoniere della Bundesliga: 1

Fußball-Bundesliga 2000-2001 (22 gol)
- Calciatore dell'anno in Bosnia ed Erzegovina: 2

2001, 2003
- Uomo dell'anno in Bosnia ed Erzegovina: 1

2005
- Sportivo dell'anno in Bosnia ed Erzegovina: 1

2005